# 16 BIT
16 BIT was een Duits synthpop-muziekproject van Luca Anzilotti en Michael Münzing.

## Biografie
Het muziekproject werd opgestart in 1986 en het duo had een groot succes met hun eerste single Where Are You?, een nummer ingezongen door gastvocalist Sven Väth. Ook hun tweede single haalde de hitparades. Met Väth vormden ze ook de groep Organisation for Fun.

## Discografie[2]

### Singles
- Where Are You? (ft. Sven Väth, 1986)
- Changing Minds (1987)
- (Ina) Gadda-Da-Vida (ft. Eddie Hind, 1987)
- Too Fast To Live (1988)
- Hi-Score (1989)

### Albums
- Inaxycvgtgb (1987)

## Hitnoteringen[3]
Hun nummer Where Are You? stond 20 weken in de Duitse hitparade en piekte er op positie 11. Opvolger Changing Minds stond 17 weken in deze hitparade en piekte op de 19e plaats.
| Single met hitnotering(en) in de Vlaamse Ultratop 50 | Datum van verschijnen | Datum van binnenkomst | Hoogste positie | Aantal weken | Opmerkingen |
| ---------------------------------------------------- | --------------------- | --------------------- | --------------- | ------------ | ----------- |
| Where Are You?                                       | 1986                  | 31-01-1987            | 31              | 3            |             |
| Changing Minds                                       | 1987                  | 25-04-1987            | 32              | 1            |             |

| Single met eventuele hitnotering(en) in de Nederlandse Top 40 | Datum van verschijnen | Datum van binnenkomst | Hoogste positie | Aantal weken | Opmerkingen |
| ------------------------------------------------------------- | --------------------- | --------------------- | --------------- | ------------ | ----------- |
| Where Are You?                                                | 1986                  | 31-01-1987            | 78              | 1            |             |